# Чемпионат Африки по дзюдо 2016
Чемпионат Африки по дзюдо 2016 года прошёл 8 — 9 апреля в городе Тунис (Тунис).

## Медалисты

### Мужчины
| Весовая категория       | Золото                      | Серебро                      | Бронза                                                     |
| ----------------------- | --------------------------- | ---------------------------- | ---------------------------------------------------------- |
| Суперлёгкая (до 60 кг)  | Ахмед Абелрахман · Египет   | Фрай Дхуиби · Тунис          | Салим Рабахи · Алжир Мохамед Эль-Хади Эль-Кависах · Ливия  |
| Полулёгкая (до 66 кг)   | Имад Бассу · Марокко        | Мохамед Абделмавгуд · Египет | Худ Зурдани · Алжир Бассем Мтири · Тунис                   |
| Лёгкая (до 73 кг)       | Мохамед Мохелдин · Египет   | Ахмед Эль-Мезиати · Марокко  | Фетхи Нурин · Алжир Хамза Бархуми · Тунис                  |
| Полусредняя (до 81 кг)  | Мухамед Абделаал · Египет   | Али Хазем · Египет           | Абделазиз Бен Аммар · Тунис Хамза Дрид · Алжир             |
| Средняя (до 90 кг)      | Абдерахман Бенамади · Алжир | Зак Пионтек · ЮАР            | Имад Абдаллауи · Марокко Уссама Махмуд Снусси · Тунис      |
| Полутяжёлая (до 100 кг) | Рамадан Дарвиш · Египет     | Лиес Буякуб · Алжир          | Сейду Нджи Мулух · Камерун Анис Бен Халед · Тунис          |
| Тяжёлая (свыше 100 кг)  | Файсал Джабала · Тунис      | Мохаммед Тайеб · Алжир       | Ахмед Вахид · Египет Мохамед Эль-Мехди · Алжир             |
| Абсолютная категория    | Файсал Джабала · Тунис      | Диудонн Долассем · Камерун   | Сейду Нджи Мулух · Камерун Мохамед Софиан Белрекаа · Алжир |

### Женщины
| Весовая категория      | Золото                                   | Серебро                   | Бронза                                                      |
| ---------------------- | ---------------------------------------- | ------------------------- | ----------------------------------------------------------- |
| Суперлёгкая (до 48 кг) | Татьяна Цезар · Гвинея-Бисау             | Олфа Сауди · Тунис        | Асараманитра Ратиарисон · Мадагаскар Сабрина Саиди · Алжир  |
| Полулёгкая (до 52 кг)  | Хела Аяри · Тунис                        | Мерием Мусса · Алжир      | Файза Айссахин · Алжир Салимата Фофана · Кот-д’Ивуар        |
| Лёгкая (до 57 кг)      | Ратиба Тарикет · Алжир                   | Паула Ситчепинг · Камерун | Несрия Джласси · Тунис Зулейха Абзетта Дабонн · Кот-д’Ивуар |
| Полусредняя (до 63 кг) | Марьям Бжауи · Тунис                     | Ризлен Зуак · Марокко     | Имен Агуар · Алжир Сандра Шогеди · Гана                     |
| Средняя (до 70 кг)     | Ассмаа Нианг · Марокко                   | Худа Милед · Тунис        | Антония Морейра · Ангола Амина Белкади · Алжир              |
| Полутяжёлая (до 78 кг) | Ортенс Ванесса Мбалла Атангана · Камерун | Сарра Мзугуи · Тунис      | Сара Марьям Мазуз · Габон Каутар Уаллал · Алжир             |
| Тяжёлая (свыше 78 кг)  | Нихел Шейх Руху · Тунис                  | Сония Асселах · Алжир     | Моника Сагна · Сенегал Надин Вети Диоджо · Камерун          |
| Абсолютная категория   | Ортенс Ванесса Мбалла Атангана · Камерун | Сония Асселах · Алжир     | Нихел Шейх Руху · Тунис Моника Сагна · Сенегал              |